# Robert Michael Lloyd
Robert Michael Lloyd ( 1938 - 1994 ) fue un botánico, y pteridólogo estadounidense, que trabajó en el Departamento de Botánica, de la Universidad de Ohio, Athens.

## Algunas publicaciones
- 1974. Genetic and mating system studies in ferns: systematic and evolutionary implications

### Libros
- 1966. Plants of the White Mountains, California and Nevada. 120 pp.
- 1971. Systematics of the onocleoid ferns. Volumen 61 de University of California publications in botany. 93 pp. ISBN 0520094115
- robert m. Lloyd, richard sheppard Mitchell. 1973. A flora of the White Mountains, California and Nevada. 202 pp. Ed. University of California Press. ISBN 0520021193. En línea
- 1976. Bibliography of American pteridology 1976, Volumen 2. Ed. Botanical Society of America. 23 pp.

- La abreviatura «R.M.Lloyd» se emplea para indicar a Robert Michael Lloyd como autoridad en la descripción y clasificación científica de los vegetales.[1]